# Vogtsburg im Kaiserstuhl
Vogtsburg im Kaiserstuhl – miasto w Niemczech, w kraju związkowym Badenia-Wirtembergia, w rejencji Fryburg, w regionie Südlicher Oberrhein, w powiecie Breisgau-Hochschwarzwald. Leży ok. 20 km na północny zachód od Fryburga Bryzgowijskiego oraz ok. 3 km od granicy z Francją.